# UFC on ESPN: Chiesa vs. Magny
UFC on ESPN: Chiesa vs. Magny (também conhecido como UFC Fight Night: Chiesa vs. Magny) foi um evento de MMA produzido pelo Ultimate Fighting Championship em 20 de janeiro de 2021 em Yas Island, Abu Dhabi. O evento foi o segundo de uma maratona de três eventos em uma semana promovidos pela empresa nos Emirados Árabes Unidos no mês de janeiro.

## Background
Originalmente o evento teria Leon Edwards e Khamzat Chimaev na luta principal, entretanto, devido a teste positivo para COVID-19, a luta foi adiada.
Michael Chiesa e Neil Magny, que fariam o co-main event, passaram a ser a luta principal do evento.

## Bônus da Noite
Os lutadores receberam US$50.000 de bônus:
- Luta da Noite:  Mike Davis vs.  Mason Jones
- Performance da Noite:  Warlley Alves e  Umar Nurmagomedov